# Microsoft Bing
Microsoft Bing (comúnmente conocido como Bing) es un motor de búsqueda web de Microsoft. El servicio tiene su origen en los anteriores motores de búsqueda de Microsoft: MSN Search, Windows Live Search y posteriormente Live Search. Bing proporciona varios servicios de búsqueda, incluidos productos de búsqueda web, de vídeo, de imágenes y de mapas. Se desarrolla utilizando ASP.NET.
Bing, el sustituto de Microsoft para Live Search, fue presentado por el entonces director ejecutivo de Microsoft, Steve Ballmer, el 28 de mayo de 2009, en la conferencia All Things Digital en San Diego (California) para su lanzamiento el 3 de junio de 2009. Entre las novedades más destacadas en aquel momento figuraba el listado de sugerencias de búsqueda. Al mismo tiempo, se introducen las consultas y una lista de búsquedas relacionadas (denominada «Panel de exploración») basándose en la tecnología semántica de Powerset, que Microsoft adquirió en 2008.
En julio de 2009, Microsoft y Yahoo! anunciaron un acuerdo por el que Bing potenciaría Yahoo! Search. Yahoo! finalizó la transición en 2012.
En octubre de 2011, Microsoft declaró que estaba trabajando en una nueva infraestructura interna de búsqueda para ofrecer resultados de búsqueda más rápidos y ligeramente más relevantes para los usuarios. Conocida como «Tiger», la nueva tecnología de servicio de índices se había incorporado a Bing a nivel global desde agosto de ese año. En mayo de 2012, Microsoft anunció otro rediseño de su motor de búsqueda que incluía una «barra lateral», una función social que busca en las redes sociales de los usuarios información relevante para la consulta de búsqueda.
Desde septiembre de 2022, Bing es el segundo motor de búsqueda más grande del mundo con un volumen de consultas del 4,58 % por detrás de Google (92,42 %) y por encima de Baidu (0,65 %). Yahoo! Search, que Bing potencia en gran medida, tiene un 1,32 %.
A principios de 2023, anunciaron una inversión de 10 billones de dólares en la empresa OpenAI por parte de Microsoft. Debido a este y a anteriores inversiones, Microsoft Bing se ha convertido en la fuente de información principal de ChatGPT.
En marzo de 2023 anunciaron que habían superado los 100 millones de usuarios diarios a lo largo de todo el mundo, una cifra que es un 600 % superior a la anterior. Esta gran subida se dio gracias a la implantación de un chat que utilizaba la tecnología de Open AI, GPT-4, además de algunos cambios en el algoritmo para mejorar la experiencia de los usuarios que utilizasen este navegador, ofreciéndoles resultados que satisficiesen mejor su intención de búsqueda.

## Historia

### MSN Search
Microsoft lanzó originalmente MSN Search en el tercer trimestre de 1998, utilizando los resultados de búsqueda de Inktomi. Consistía en un motor de búsqueda, un índice y un rastreador web. A principios de 1999, MSN Search lanzó una versión que mostraba listados de LookSmart mezclados con resultados de Inktomi, excepto por un corto tiempo en 1999 cuando se utilizaron los resultados de AltaVista en su lugar. Microsoft decidió hacer una gran inversión en la búsqueda web mediante la construcción de su propio rastreador web para MSN Search, cuyo índice se actualizaba semanalmente y, a veces, diariamente. La actualización comenzó como un programa beta en noviembre de 2004, y salió de la versión beta en febrero de 2005. Esto ocurrió un año después de que su rival Yahoo! Search también lanzara su propio rastreador. La búsqueda de imágenes fue impulsada por un tercero, Picsearch. El servicio también comenzó a proporcionar sus resultados de búsqueda a otros portales de motores de búsqueda en un esfuerzo por competir mejor en el mercado.

### Windows Live Search
La primera versión beta pública de Windows Live Search fue desarrollada el 8 de marzo de 2006, con la versión final el 11 de septiembre de 2006. El nuevo motor de búsqueda ofrecía a los usuarios la capacidad de buscar tipos específicos de información mediante fichas de búsqueda que incluían la Web, noticias, imágenes, música, escritorio, local y la enciclopedia Microsoft Encarta.
En el cambio de MSN Search a Windows Live Search, Microsoft dejó de usar Picsearch como su proveedor de búsqueda de imágenes y comenzó a realizar su propia búsqueda de imágenes, impulsada por sus propios algoritmos internos de búsqueda de imágenes.

### Live Search
El 21 de marzo del 2007, Microsoft anunció que separaría el desarrollo de búsquedas de la familia de servicios de Windows Live, renombrando el servicio como Live Search. Live Search se integró en Live Search and Ad Platform encabezada por Satya Nadella, parte de la Platform and Systems de Microsoft Division. Como parte de este cambio, Live Search se consolidó con Microsoft adCenter.
Se realizaron una serie de reorganizaciones y consolidaciones de ofertas de búsqueda de Microsoft se hicieron bajo la marca de Live Search. El 23 de mayo de 2008, Microsoft anunció la suspensión de Live Search Books y Live Search Academic, cuyos resultados se integraron a partir de ese momento en las búsquedas normales; como resultado de esto, se cerró Live Search Books Publisher Program. Poco después, se suspendió Windows Live Expo el 31 de julio de 2008. Live Search Macros, un servicio que permitía a los usuarios crear sus propios motores de búsqueda personalizada o utilizar las «macros» creadas por otros usuarios, también se suspendió poco después. El 15 de mayo de 2009 fue interrumpido el servicio Live Product Upload, que permitía a los comerciantes cargar la información de sus productos en productos de Live Search. La reorganización final llegó cuando Live Search QnA fue renombrado como MSN QnA el 18 de febrero de 2009, sin embargo, se suspendió posteriormente el 21 de mayo.

### Cambio de marca a Bing
Microsoft reconoció que había un problema con la marca mientras la palabra «Live” permaneciera en el nombre. como un esfuerzo por crear una nueva identidad para servicios de búsqueda de Microsoft, Live Search oficialmente fue reemplazado por Bing el 3 de junio de 2009.
El nombre de «Bing» se eligió a través de grupos de discusión y Microsoft decidió que el nombre era memorable, corto y fácil de deletrear, y que funcionaría bien como URL en todo el mundo. La palabra recordaría a la gente el sonido producido durante «el momento del descubrimiento y la toma de decisiones». Microsoft fue asistida por consultoría branding Interbrand en su búsqueda del mejor nombre para el nuevo motor de búsqueda.
El nombre también tiene una gran similitud con la palabra bingo, que se usa para indicar que se ha encontrado o se ha realizado algo buscado, como se intercala cuando se gana el juego Bingo. El estratega de publicidad de Microsoft, David Webster, propuso originalmente el nombre «Bang» por las mismas razones por las que finalmente se eligió el nombre Bing (fácil de deletrear, de una sílaba y fácil de recordar). Señaló: «Está ahí, es un signo de exclamación [...] Es lo opuesto a un signo de interrogación». En última instancia, no se eligió este nombre porque no podía usarse correctamente como verbo en el contexto de una búsqueda en Internet; Webster comentó: «Oh, 'Me lo golpeé' es muy diferente a 'Me lo atrapé' («Oh, 'I banged it' is very different than 'I binged it'»).
Qi Lu, Presidente de Microsoft Online Services, también anunció que el nombre oficial chino de Bing es bì yìng (en chino tradicional, 必應; en chino simplificado, 必应), que significa literalmente «muy determinado a responder» o «muy determinados para responder a» en chino.
Mientras que los empleados de Microsoft lo estaban probando internamente, el nombre clave de Bing fue Kumo (くも), que procedía de la palabra japonesa araña, (蜘蛛; くも, kumo) así como nube (雲; くも, kumo), refiriéndose a la manera en que los motores de búsqueda «Araña» Internet recursos para agregarlos a su base de datos, así como al concepto cloud computing.

### Problemas legales de la marca
BongoBing, una marca de la Laptop Company, Inc. publicó el 31 de julio de 2009 un comunicado de prensa afirmando que desafiaba la solicitud de marca de Bing porque Bing está causando confusión en el mercado entre BongoBing y Bing ya que ambos hacen búsquedas de productos en línea: «BongoBingTM to Challenge Microsoft's Bing Trademark Application». el juicio de marcas y la Junta de apelación (TTAB) emitieron una orden de concesión de la extensión a impugnar Bing. La empresa TeraByte Unlimited, que tiene un producto llamado BootIt Next Generation (abreviado en BING) también se quejó del nombre del buscador.

### Alianza con Yahoo
El 29 de julio de 2009, Microsoft y Yahoo! anunciaron que habían hecho un trato de 10 años en el que el motor de búsqueda de Yahoo! podría ser sustituido por Bing. «Mediante este acuerdo con Yahoo, crearemos más innovación en la búsqueda, el mejor valor para anunciantes y elección del consumidor real en un mercado dominado actualmente por una sola compañía», dijo Steve Ballmer. «Yo creo que establece las bases para una nueva era de la innovación de Internet y el desarrollo» afirmó Carol Bartz, ejecutiva de Yahoo. Por este acuerdo Yahoo obtendría el 88 % de los ingresos que se obtengan ventas de anuncios de búsqueda en su sitio por los primeros cinco años de operación, y tendrían derecho a vender anuncios en algunos sitios de Microsoft. A causa de este acuerdo, el 8 de julio de 2013 el sitio AltaVista desapareció de la red, sitio el cual fuera comprado por Yahoo! en 2003 y que pasaría a utilizar el motor de este último a partir de 2004.

### Tecnología OpenAI
A principios del 2023, Microsoft anunció que Bing integrará el uso de inteligencia artificial, usando tecnología desarrollada en conjunto con la compañía OpenAI. En febrero de 2023 comenzamos a ver las primeras muestras de cómo el buscador potenciado por IA queda integrado en su nueva sección «chat» y como da una respuesta de forma directa a algunas consultas en los resultados principales. Debido a estos cambios, el buscador ha vivido su mayor aumento en relevancia de las últimas 2 décadas. En los primeros 48 horas más de un million de usuarios se habían registrado.
El nuevo Bing también está disponible en la experiencia de chat, que se encuentra en la parte superior de los resultados de la búsqueda. El 14 de marzo de 2023 Microsoft anunció que el Nuevo Bing esta usando una versión modificada de GPT-4.
Desde mediados de marzo de 2023, Bing añade la opción de crear imágenes. Esto lo hace con la tecnología de Open AI llamada Dall-e.
La inteligencia artificial de Bing originalmente se llamaba Bing Chat, pero posteriormente fue reemplazado por Microsoft Copilot

## Características

### Integración de terceros
El 10 de junio de 2013, Apple anunció que abandonaría Google como su motor de búsqueda web a favor de Bing. Esta función solo está integrada con iOS 7 y superior y para usuarios con un iPhone 4S o superior, ya que la función solo está integrada con Siri, el asistente personal de Apple.

### Integración con Windows 8.1
Windows 8.1 incluye la integración de «Búsqueda inteligente» de Bing, que procesa todas las consultas enviadas a través de la pantalla de inicio de Windows.

### Traductor
Bing Translator es un portal de traducción orientado al usuario proporcionado por Microsoft para traducir textos o páginas web completas a diferentes idiomas. Todos los pares de traducción funcionan con Microsoft Translator, una plataforma de traducción automática estadística y servicio web, desarrollado por Microsoft Research, como su software de traducción de back-end. El equipo de Windows International de Microsoft proporciona dos pares de transliteración (entre chino (simplificado) y chino (tradicional)). A partir de septiembre de 2020, Bing Traductor ofrece traducciones en 70 sistemas de idiomas diferentes.

### Gráfico de conocimiento y acción
En 2015, Microsoft anunció su API de conocimiento y acción para corresponder con el gráfico de conocimiento de Google con mil millones de instancias y 20 mil millones de hechos relacionados.

### Predictor de Bing
La idea de un motor de predicción fue sugerida por primera vez por Walter Sun, gerente de desarrollo del equipo Core Ranking de Bing, cuando notó que los distritos escolares se buscaban con más frecuencia antes de que se pronosticara un evento meteorológico importante en el área, porque los buscadores querían averiguarlo. si se produjo un cierre o retraso. Llegó a la conclusión de que la hora y la ubicación de los principales eventos meteorológicos podrían predecirse con precisión sin consultar un pronóstico del tiempo al observar aumentos importantes en la frecuencia de búsqueda de los distritos escolares en el área. Esto inspiró a Bing a usar sus datos de búsqueda para inferir los resultados de ciertos eventos, como los ganadores de los reality shows. El Predictor de Bing se lanzó el 21 de abril de 2014. Los primeros reality shows que se presentaron en Bing Predicts fueron: La Voz, American Idol y Bailando con las Estrellas.
La precisión de predicción de Bing Predicts fue del 80% para American Idol y del 85% para The Voice. También predijo los resultados de las principales elecciones políticas en los Estados Unidos. Tuvo un 97% de precisión para las elecciones al Senado de los Estados Unidos de 2014, un 96% de precisión para las elecciones a la Cámara de Representantes de los Estados Unidos de 2014 y un 89% de precisión para las elecciones a gobernador de los Estados Unidos de 2014. También hizo predicciones para los resultados de las primarias presidenciales de Estados Unidos de 2016. También ha hizo pronósticos deportivos, incluido un perfecto 15 de 15 en la Copa del Mundo de 2014, lo que generó una prensa positiva, como una historia de Business Insider sobre sus éxitos y un artículo de PC World sobre cómo el director ejecutivo de Microsoft, Satya Nadella, lo hizo bien en su entrada en el grupo March Madness.
En 2016, Bing Predicts no pudo predecir con precisión el ganador de las elecciones presidenciales de EE. UU. de 2016, lo que sugirió que Hillary Clinton ganó por un 81%.

## Internacionalmente

### Servicios para webmasters
Bing permite a los webmasters administrar el estado de rastreo web de sus propios sitios web a través de Bing Webmaster Center. Los usuarios también pueden enviar contenido a Bing a través del Centro de listado local de Bing, que permite a las empresas agregar listados de negocios en Bing Maps y Bing Local.[cita requerida]

### Servicios móviles
Bing Mobile permite a los usuarios realizar consultas de búsqueda en sus dispositivos móviles, ya sea a través del navegador móvil o una aplicación móvil descargable.[cita requerida]

### Bing Noticias
Bing Noticias o Bing News (anteriormente Live Search News) es un agregador de noticias impulsado por inteligencia artificial.
En agosto de 2015, Microsoft anunció que Bing News para dispositivos móviles agregó «etiquetas inteligentes» deducidas algorítmicamente que esencialmente actúan como etiquetas de tema, lo que permite a los usuarios hacer clic y explorar posibles relaciones entre diferentes noticias. La función surgió como resultado de una investigación de Microsoft que descubrió que aproximadamente el 60 % de las personas consumen noticias leyendo solo los titulares, en lugar de leer los artículos. Otras etiquetas que se han implementado desde entonces incluyen logotipos de editores y etiquetas de verificación de hechos.

## Software

Bing.com (fecha de consulta: 11 de julio de 2022)

### Barras de herramientas
La barra de Bing, fue una barra de herramientas de extensión del navegador que reemplazó a la barra de herramientas de MSN, brindó a los usuarios enlaces a contenido de Bing y MSN desde su navegador web sin necesidad de salir de una página web en la que ya se encuentran. El usuario podía personalizar el tema y la combinación de colores de la barra de Bing, así como elegir qué botones de contenido de MSN presentar dentro de la interfaz de usuario. Bing Bar también mostraba el pronóstico del tiempo local actual y las posiciones del mercado de valores.
La barra de Bing presentó integración con el motor de búsqueda de Microsoft Bing. Además de las funciones de búsqueda web tradicionales, Bing Bar también permitía buscar en otros servicios de Bing, como imágenes, videos, noticias y mapas. Cuando los usuarios realizaban una búsqueda en otro motor de búsqueda, el cuadro de búsqueda de la barra de Bing se completaba automáticamente, lo que permitía al usuario ver los resultados de Bing, si así lo deseaba.
Bing Bar también enlazaba a Outlook.com, Skype y Facebook.

### Escritorio
Microsoft lanzó una versión beta de Bing Desktop, un programa desarrollado para permitir a los usuarios buscar en Bing desde el escritorio, el 4 de abril de 2012. El lanzamiento inicial siguió poco después, el 24 de abril de 2012, y solo es compatible con Windows 7. Con el lanzamiento de la versión 1.1 en diciembre de 2012, era compatible con Windows XP y versiones posteriores.
Bing Desktop permite a los usuarios iniciar una búsqueda web desde el escritorio, ver titulares de noticias, establecer automáticamente su fondo en la imagen de la página de inicio de Bing o elegir un fondo de las nueve imágenes de fondo anteriores.
Un programa similar, el gadget de búsqueda de Bing, era un gadget de la barra lateral de Windows que usaba Bing para obtener los resultados de búsqueda del usuario y presentarlos directamente en el gadget. Otro dispositivo, el dispositivo Bing Maps, mostraba las condiciones del tráfico en tiempo real mediante Bing Maps. El dispositivo proporcionó accesos directos a direcciones de manejo, búsqueda local y vista de tráfico en pantalla completa de las principales ciudades de EE. UU. y Canadá, incluidas Atlanta, Boston, Chicago, Denver, Detroit, Houston, Los Ángeles, Milwaukee, Montreal, Nueva York, Oklahoma City, Ottawa, Filadelfia, Phoenix, Pittsburgh, Portland, Providence, Sacramento, Salt Lake City, San Diego, San Francisco, Seattle, St. Louis, Tampa, Toronto, Vancouver y Washington D. C.
Antes del 30 de octubre de 2007, los dispositivos se conocían como dispositivo Live Search y dispositivo Live Search Maps ; ambos dispositivos se eliminaron de Windows Live Gallery debido a posibles problemas de seguridad. El dispositivo Live Search Maps volvió a estar disponible para su descarga el 24 de enero de 2008 y se solucionó el problema de seguridad. Sin embargo, alrededor de la introducción de Bing en junio de 2009, ambos dispositivos se eliminaron nuevamente para su descarga desde Windows Live Gallery.

## Cuota de mercado
Antes del lanzamiento de Bing, la cuota de mercado de las páginas de búsqueda web de Microsoft (MSN y Live Search) era pequeña. En enero de 2011, Experian Hitwise mostró que la cuota de mercado de Bing había aumentado al 12,8 % a expensas de Yahoo! y Google. En el mismo período, el informe «2010 US Digital Year in Review» de comScore mostró que «Bing fue el gran ganador en la actividad de búsqueda año tras año, obteniendo un 29 % más de búsquedas en 2010 que en 2009». The Wall Street Journal señala que el aumento del 1 % en la participación «parece ocurrir a expensas de su rival Google Inc». En febrero de 2011, Bing venció a Yahoo! por primera vez con una cuota de búsqueda del 4,37 %, mientras que Yahoo! recibió el 3,93 %. 
Contando únicamente las búsquedas principales, es decir, aquellas en las que el usuario tiene la intención de interactuar con el resultado de la búsqueda, Bing tenía una cuota de mercado del 14,54 % en el segundo trimestre de 2011 en Estados Unidos. 
Las búsquedas combinadas de EE. UU. «Bing Powered» disminuyeron del 26,5 % en 2011 al 25,9 % en abril de 2012. En noviembre de 2015, su participación de mercado había disminuido aún más al 20,9 %. En octubre de 2018, Bing es el tercer motor de búsqueda más grande de EE. UU., con un volumen de consultas del 4,58 %, por detrás de Google (77 %) y Baidu (14,45 %). yahoo! Search, que Bing potencia en gran medida, tiene un 2,63 %.
Las agencias de publicidad del Reino Unido señalan un estudio realizado por el director Regional de Ventas de Microsoft que sugiere que la demografía de los usuarios de Bing son personas mayores (que tienen menos probabilidades de cambiar el navegador predeterminado de Windows), y que esta audiencia es más rica y es más probable que responda a los anuncios. 
Para contrarrestar las acusaciones de la UE de que está tratando de establecer un monopolio de mercado, en septiembre de 2021, los abogados de Google afirmaron que una de las palabras más buscadas en Microsoft Bing era Google, lo que es un fuerte indicio de que Google era superior a Bing. 

### Funcionamiento Yahoo!
En julio de 2009, Microsoft y Yahoo anunciaron un acuerdo en el que Bing impulsaría a Yahoo! Buscar _ Todo Yahoo! Los clientes y socios globales de búsqueda hicieron la transición a principios de 2012. El acuerdo se modificó en 2015, lo que significa que Yahoo! solo se requería usar Bing para una «mayoría» de búsquedas. 
DuckDuckGo utiliza múltiples fuentes para su motor de búsqueda, incluido Bing, desde 2010. 
Ecosia utiliza Bing para proporcionar sus resultados de búsqueda desde 2017. 

## Mercadeo y anuncios

### Búsqueda en vivo
Desde 2006, Microsoft ha llevado a cabo una serie de vínculos y promociones para promocionar las ofertas de búsqueda de Microsoft. Éstos incluyen:
- El servicio de búsqueda A9 de Amazon y el sitio de búsqueda interactivo experimental de la Sra. Dewey sindicaron todos los resultados de búsqueda del entonces motor de búsqueda de Microsoft, Live Search. Este vínculo comenzó el 1 de mayo de 2006.
- Search and Give: un sitio web promocional lanzado el 17 de enero de 2007 donde todas las búsquedas realizadas desde un sitio de portal especial conducirían a una donación a la organización del ACNUR para niños refugiados, ninemillion.org. Reuters AlertNet informó en 2007 que la cantidad a donar sería de 0,01 $ por búsqueda, con un mínimo de 100 000 $ y un máximo de 250 000 $ (equivalente a 25 millones de búsquedas). Según el sitio web, el servicio fue dado de baja el 1 de junio de 2009, habiendo donado más de 500 000 $ a organizaciones benéficas y escuelas.
- Club Bing: un sitio web promocional donde los usuarios pueden ganar premios jugando juegos de palabras que generan consultas de búsqueda en el entonces servicio de búsqueda Live Search de Microsoft. Este sitio web comenzó en abril de 2007 como Live Search Club.
- Big Snap Search: un sitio web promocional similar a Live Search Club. Este sitio web comenzó en febrero de 2008, pero se suspendió poco después.
- ¡Búsqueda en vivo SearchPerks!: un sitio web promocional que permitía a los usuarios canjear boletos por premios mientras usaban el motor de búsqueda de Microsoft. Este sitio web comenzó el 1 de octubre de 2008 y fue dado de baja el 15 de abril de 2009.

### Debut
El debut de Bing contó con una campaña publicitaria en línea, TV, prensa y radio de 80 $ a 100 $ millones en los EE. UU. Los anuncios no mencionan otros motores de búsqueda de la competencia, como Google y Yahoo!, directamente por su nombre; más bien, intentan convencer a los usuarios de que cambien a Bing centrándose en las funciones y funciones de búsqueda de Bing. Los anuncios afirman que Bing hace un mejor trabajo contrarrestando la «sobrecarga de búsqueda». 

### «Motor de decisión»
Bing ha sido muy publicitado como un «motor de decisiones», aunque el columnista David Berkowitz pensó que estaba más estrechamente relacionado con un portal web . 

### Recompensas de Bing
Bing Rewards fue un programa de fidelización lanzado por Microsoft en septiembre de 2010. Era similar a dos servicios anteriores, SearchPerks. y Bing Cashback, que posteriormente se suspendieron.
Bing Rewards proporcionó créditos a los usuarios a través de búsquedas regulares de Bing y promociones especiales. Estos créditos luego se canjearon por varios productos, incluidos productos electrónicos, tarjetas de regalo, sorteos y donaciones benéficas. Inicialmente, se requería que los participantes descargaran y usaran la Barra de Bing para Internet Explorer para ganar créditos; pero luego se hizo que el servicio funcionara con todos los navegadores de escritorio. 
El programa Bing Rewards se renombró como «Microsoft Rewards» en 2016, momento en el que se modificó a solo dos niveles, Nivel 1 y Nivel 2. El Nivel 1 es similar a «Miembro» y el Nivel 2 es similar a «Gold» de las recompensas de Bing anteriores.

### El Informe Colbert
Durante el episodio de The Colbert Report que se emitió el 8 de junio de 2010, Stephen Colbert declaró que Microsoft donaría 2500 $ para ayudar a limpiar el derrame de petróleo del Golfo cada vez que mencionara la palabra «Bing» en el aire. Colbert mencionó principalmente a Bing en situaciones fuera de contexto, como Bing Crosby y Bing cherries. Al final del programa, Colbert había dicho la palabra 40 veces, por una donación total de 100 000 $. Colbert se burló de su rivalidad con Google y afirmó que «Bing es un gran sitio web para realizar búsquedas en Internet. Lo sé porque lo busqué en Google». 

### Buscar ofertas
Bing se agregó a la lista de motores de búsqueda disponibles en el navegador Opera desde la versión 10.6, pero Google siguió siendo el motor de búsqueda predeterminado. Mozilla Firefox hizo un trato con Microsoft para lanzar conjuntamente «Firefox con Bing», una edición de Firefox en la que Bing ha reemplazado a Google como motor de búsqueda predeterminado. La edición estándar de Firefox tiene a Google como motor de búsqueda predeterminado, pero ha incluido a Bing en su lista de proveedores de búsqueda desde la versión 4.0 de Firefox. 
Además, Microsoft pagó a Verizon Wireless 550 $ millones para utilizar Bing como proveedor de búsqueda predeterminado en la BlackBerry de Verizon y hacer que Verizon «apagara» (a través de los libros de servicios de BlackBerry) los demás proveedores de búsqueda disponibles. Los usuarios aún podían acceder a otros motores de búsqueda a través del navegador móvil. 

### Bing It On
En 2012, una campaña de marketing de Bing preguntó al público qué motor de búsqueda creían que era mejor cuando sus resultados se presentaban sin la marca, similar al Pepsi Challenge en la década de 1970. Esta encuesta fue apodada «Bing It On». Microsoft presentó un estudio de casi 1000 personas que mostró que el 57 % de los participantes en dicha prueba prefería los resultados de Bing, y solo el 30 % prefería Google. 

## Contenido para adultos
Bing censura los resultados de los términos de búsqueda «para adultos» en algunas regiones, como la India, la República Popular China, Alemania y los países árabes donde así lo exigen las leyes locales. Sin embargo, Bing permite a los usuarios cambiar su preferencia de país o región a algún lugar sin restricciones, como Estados Unidos, Reino Unido o República de Irlanda.

## Crítica

### Censura
Microsoft ha sido criticado por censurar los resultados de búsqueda de Bing a las consultas realizadas en caracteres chinos simplificados que se utilizan en China continental. Esto se hace para cumplir con los requisitos de censura del gobierno de China. Microsoft no ha indicado su voluntad de dejar de censurar los resultados de búsqueda en caracteres chinos simplificados a raíz de la decisión de Google de hacerlo. Todas las búsquedas en chino simplificado en Bing están censuradas independientemente del país del usuario. Los resultados de búsqueda en inglés de Bing en China se han sesgado para mostrar más contenido de los medios estatales como la Agencia de Noticias Xinhua y China Daily. El 23 de enero de 2019, Bing fue bloqueado en China. Según una fuente citada por The Financial Times, la orden fue del gobierno chino para bloquear Bing por «contenido ilegal». El 24 de enero, Bing volvió a estar disponible en China. 
Alrededor del 4 de junio de 2021, el aniversario de las protestas y la masacre de la Plaza de Tiananmen de 1989 , Bing bloqueó los resultados de búsqueda de imágenes y videos del término en inglés «Tank Man» en EE. UU., Reino Unido, Francia, Alemania, Singapur, Suiza y otros países. Microsoft respondió que «Esto se debe a un error humano accidental». 
En diciembre de 2021, «agencia gubernamental pertinente» le exigió que suspendiera su función de sugerencias automáticas en China durante 30 días. El motor de búsqueda dejó de estar disponible parcialmente en China continental desde el 16 de diciembre hasta su reanudación el 18 de diciembre de 2021. Según la empresa, una agencia gubernamental en marzo de 2022 exigió que suspendiera la función de sugerencia automática en China. durante siete días; Bing no especificó el motivo. En mayo de 2022, un informe publicado por Citizen Lab de la Universidad de Toronto encontró que el sistema de autosugestión de Bing censuró los nombres del Partido Comunista Chino líderes, disidentes y otras personas consideradas políticamente sensibles en China tanto en chino como en inglés, no solo en China sino también en Estados Unidos y Canadá.

### Contenido que infringe los derechos de autor
El 20 de febrero de 2017, Bing aceptó un código de práctica voluntario del Reino Unido que lo obliga a degradar los enlaces a contenido que infrinja los derechos de autor en sus resultados de búsqueda. 

### Problemas de desempeño
Bing ha sido criticado por ser más lento para indexar sitios web que Google. También ha sido criticado por no indexar algunos sitios web en absoluto. 

### Supuestamente copiando los resultados de Google
Bing ha sido criticado por el competidor Google por utilizar la entrada del usuario a través de Internet Explorer, la barra de herramientas de Bing o los sitios sugeridos para agregar resultados a Bing. Después de descubrir en octubre de 2010 que Bing parecía estar imitando los resultados de autocorrección de Google para un error ortográfico, a pesar de no corregir la ortografía del término, Google instaló un honeypot, configurando el motor de búsqueda de Google para devolver resultados específicos no relacionados para 100 consultas sin sentido como hiybbprqag. Durante las próximas dos semanas, los ingenieros de Google ingresaron el término de búsqueda en Google, mientras usaban Microsoft Internet Explorer, con la barra de herramientas de Bing instalada y los sitios sugeridos opcionales habilitados. En 9 de las 100 consultas, Bing comenzó a arrojar los mismos resultados que Google, a pesar de que la única conexión aparente entre el resultado y el término de búsqueda es que los resultados de Google conectan los dos. 
La respuesta de Microsoft a este problema, proveniente de un portavoz de la empresa, fue: «No copiamos los resultados de Google». El vicepresidente de Bing, Harry Shum, reiteró más tarde que los datos de los resultados de búsqueda que Google afirmó que Bing copió procedían de hecho de los propios usuarios de Bing. Shum escribió que utilizamos más de 1000 señales y características diferentes en nuestro algoritmo de clasificación. Una pequeña parte de eso son los datos de seguimiento de clics que obtenemos de algunos de nuestros clientes, que optan por compartir datos anónimos mientras navegan por la web para ayudarnos a mejorar la experiencia para todos los usuarios. Microsoft declaró que Bing no pretendía ser un duplicado de ningún motor de búsqueda existente. 

### Pornografía infantil
Un estudio publicado en 2019 de la búsqueda de imágenes de Bing mostró que ofrecía libremente imágenes que habían sido etiquetadas como pornografía infantil ilegal en las bases de datos nacionales, y también sugería automáticamente a través de su función de autocompletado consultas relacionadas con la pornografía infantil. Esta fácil accesibilidad se consideró particularmente sorprendente desde que Microsoft fue pionera en PhotoDNA , la principal tecnología utilizada para rastrear imágenes reportadas como provenientes de pornografía infantil. Además, algunos pornógrafos infantiles arrestados informaron que usaban Bing como su principal motor de búsqueda de contenido nuevo. Microsoft se comprometió a solucionar el problema y asignar personal adicional para combatir el problema después de la publicación del informe.

### Privacidad
Francia impuso la mayor multa de 2022 a Microsoft por incumplir la leyes Europeas de privacidad por imponer cookies publicitarias a los usuarios de Bing.